# Euclides

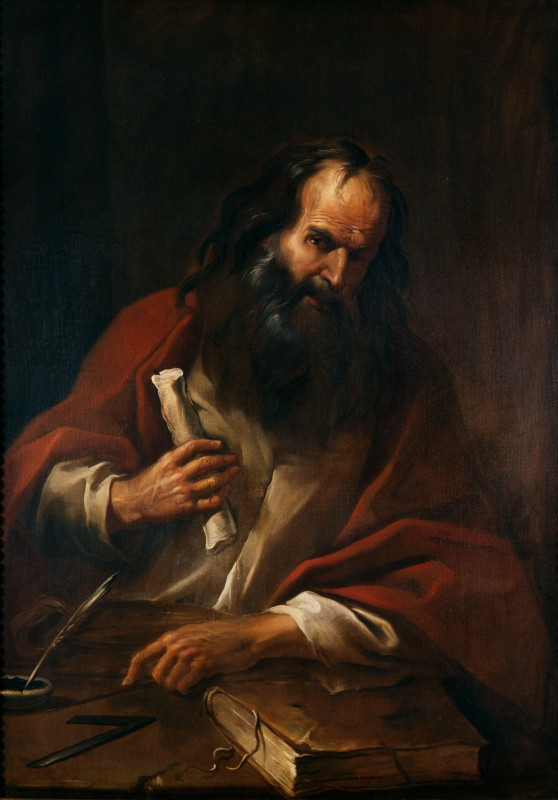
Pintura idealizada de Euclides.

Euclides (en griego Εὐκλείδης, Eukleidēs, latín Euclīdēs) fue un matemático y geómetra griego (ca. 325 a. C.-ca. 265 a. C.). Se le conoce como «el padre de la geometría». Desarrolló su trabajo en Alejandría (antiguo Egipto) en tiempos de Ptolomeo I Sóter (323 – 283 a. C.), y fundó la escuela de matemáticas de la ciudad.
Su obra más famosa fue una compilación expositiva, sistemática y demostrada en trece libros de los conocimientos matemáticos existentes en su época denominada Elementos, considerada a menudo como el manual, tratado o libro de texto de más éxito en la historia de las matemáticas. En ellos se deducen racionalmente las propiedades de los objetos geométricos y de los números naturales a partir de solo un pequeño conjunto de axiomas. Esta obra, uno de los más antiguos tratados conocidos que presentan de manera sistemática y con demostraciones un amplio conjunto de teoremas sobre la geometría y la aritmética teórica, ha conocido centenares de ediciones en todas las lenguas, y sus temas forman parte del fundamento de la enseñanza de las matemáticas en el nivel de la secundaria en numerosos países. Del nombre de su redactor Euclides derivan también el algoritmo de Euclides, la geometría euclidiana (y las no euclidianas) y la división euclidiana. Otras obras suyas versan sobre perspectiva, secciones cónicas, geometría esférica y teoría de números.

## Biografía
Su vida es poco conocida. Y, aunque vivió en Alejandría (ciudad situada al norte de Egipto) durante el reinado de Ptolomeo I; ciertos autores árabes afirman que Euclides nació en Tiro y vivió en Damasco. El problema es que no se dispone de ninguna carta ni de ninguna indicación autobiográfica (ni siquiera en forma de prefacio a una obra), ni de ningún documento oficial, ni tampoco de una mísera alusión por parte de alguno de sus contemporáneos. Como resume el historiador de matemáticas Peter Schreiber, «sobre la vida de Euclides, ni un solo hecho seguro es conocido». Y, aunque existen otros datos, son estos poco fiables.
Lo que se conoce es que era hijo de un tal Naucrates, y se barajan tres hipótesis:
1. Euclides fue un matemático histórico que escribió los Elementos y otras obras atribuidas a él.
2. Euclides fue el líder de un equipo de matemáticos que trabajaba en Alejandría. Todos ellos contribuyeron a escribir las obras completas de Euclides, incluso firmando los libros con el nombre de Euclides después de su muerte.
3. Las obras completas de Euclides fueron escritas por un equipo de matemáticos de Alejandría que tomaron el nombre Euclides del personaje histórico Euclides de Mégara, que había vivido unos cien años antes.

Es posible que Euclides estudiara en la Academia de Platón y allí aprendiera las bases de sus conocimientos.
Proclo, el último de los grandes filósofos griegos, que vivió alrededor del 450, escribió importantes comentarios sobre el libro I de los Elementos. Dichos comentarios constituyen una valiosa fuente de información sobre la historia de la matemática griega. Así sabemos, por ejemplo, que Euclides reunió aportes de Eudoxo de Cnido en relación con la teoría de la proporción, y de Teeteto sobre los poliedros regulares.
Precisamente el escrito más antiguo conocido en relación con la vida de Euclides aparece en un resumen sobre historia de la geometría escrito en el siglo V de la nuestra era por el filósofo neoplatoniano Proclo, comentarista del primer libro de los Elementos. Proclo no ofrece él mismo ninguna fuente para sus indicaciones. Dice solo: «Habiendo reunido sus Elementos, [Euclides] tiene concertados muchos [...] y evoca, en irrefutables demostraciones, lo que sus predecesores habían enseñado de una manera relajada. Este hombre vivió, por otro lado, bajo Ptolomeo I, puesto que Arquímedes [...] menciona a Euclides. Euclides es, pues, más reciente que los discípulos de Platón, pero más antiguo que Arquímedes y Eratóstenes».
Si se admite la cronología dada por Proclo, Euclides vivió en el lapso que media entre Platón y Arquímedes y fue contemporáneo de Ptolomeo I, aproximadamente hacia el 300 antes de nuestra era.

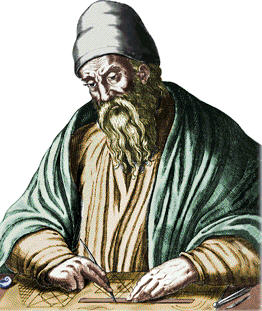
Representación de Euclides

Ningún documento desdice ni contradice estas pocas frases, pero tampoco las confirma verdaderamente. La mención directa de Euclides en las obras de Arquímedes viene de un pasaje considerado como dudoso.
Arquímedes hace referencia a algunos resultados de los Elementos, y un óstraco, encontrado en la isla Elefantina y datado del III a. C. trata de figuras estudiadas en el libro XIII de los Elementos, como el decágono y el icosaedro, pero sin reproducir exactamente los enunciados euclidianos; podrían, pues, provenir de fuentes anteriores a Euclides. La fecha aproximada del 300 antes de nuestra era es, aun así, juzgada compatible con el análisis del contenido de la obra euclidiana y es la que adoptan los historiadores de las matemáticas.
Por otro lado, una alusión del matemático del siglo IV de nuestra era Papo de Alejandría sugiere que alumnos de Euclides habrían enseñado en Alejandría. Algunos autores han asociado sobre esta base a Euclides con el Museion de Alejandría; pero no figura en ningún documento oficial. El calificativo a menudo asociado a Euclides en la antigüedad es simplemente Stoitxeiotes, "el autor de los Elementos".
Varias anécdotas circulan a propósito de Euclides, pero, como aparecen también referidas a otros matemáticos, no son consideradas como reales: por ejemplo, aquella famosa explicada por Proclo según la cual Euclides habría respondido a Ptolemeo -quien deseaba un camino más fácil que las de los Elementos para aprender matemáticas- que "no había caminos reales en geometría"; una variante de la misma anécdota también se atribuye a Menecmo y a Alejandro el Grande. Igualmente, desde la antigüedad tardía, fueron añadidos varios detalles a los relatos de la vida de Euclides, sin fuentes nuevas y a menudo de manera contradictoria. Algunos autores hacen nacer a Euclides en Tiro, por ejemplo; otros, en Gela; se le atribuyen varias genealogías y mecenas particulares, así como diferentes fechas de nacimiento y de muerte para respetar las reglas del género o para favorecer algunas interpretaciones. Todas estas historias fueron refutadas. En la Edad Media, y también a comienzos del Renacimiento, el matemático Euclides es a menudo confundido con un filósofo contemporáneo de Platón, Euclides de Megara.

## Obra

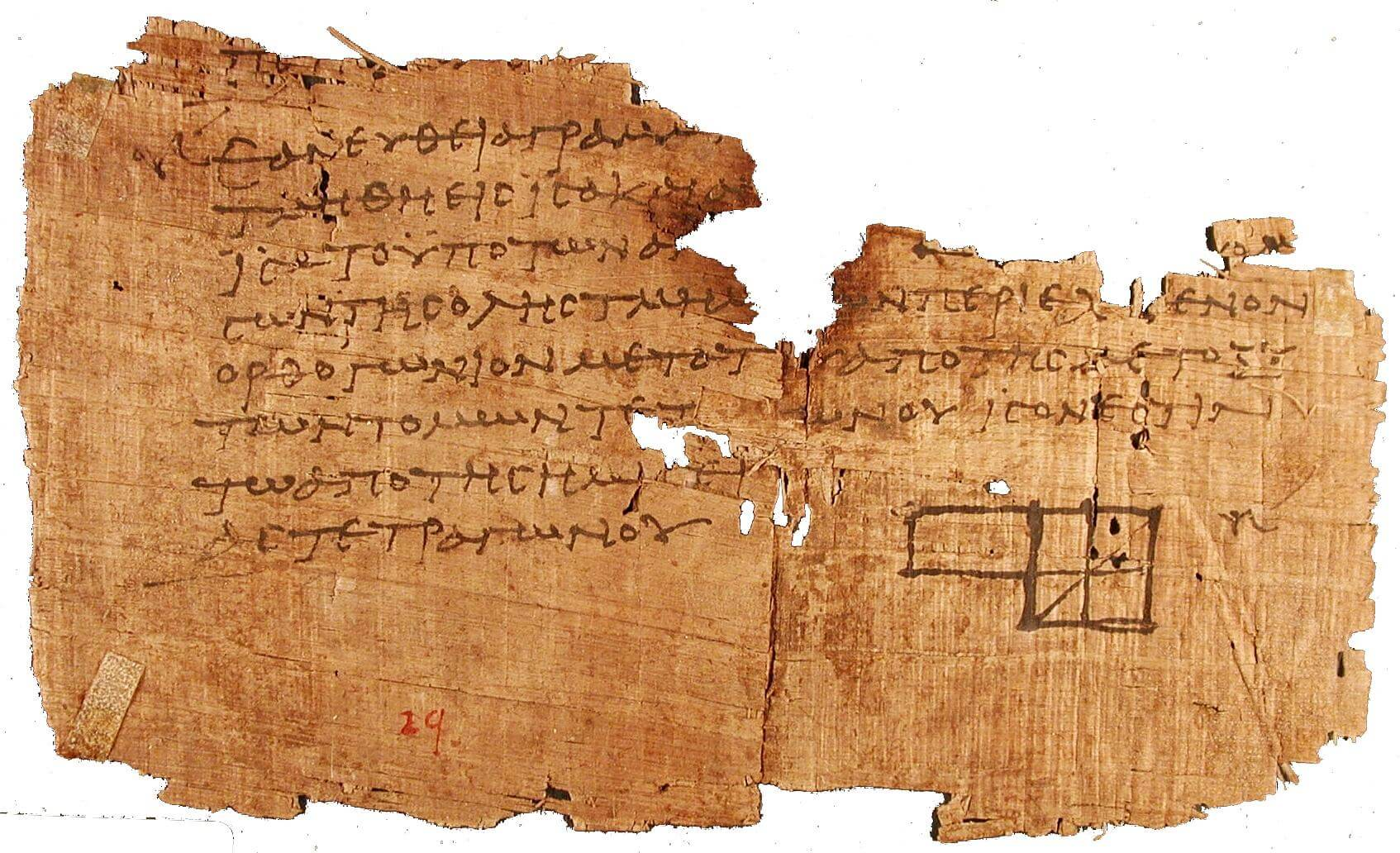
Fragmento de los Elementos de Euclides, escrito en papiro, hallado en el yacimiento de Oxirrinco (Oxyrhynchus), Egipto.

Las menciones a obras atribuidas a Euclides figuran en varios autores, en particular en la Colección matemática de Papo y en el Comentario a los Elementos de Euclides debido a Proclo. Solo ha llegado a nuestros días una parte de estas obras.
Data, Sobre las divisiones, Catóptrica, Fenómenos del cielo y Óptica. Por fuentes árabes, se le atribuyen a Euclides varios tratados sobre mecánica. Sobre lo pesado y lo ligero contiene, en nueve definiciones y cinco proposiciones, las nociones aristotélicas sobre el movimiento de los cuerpos y el concepto de gravedad específica. Sobre el equilibrio trata la teoría de la palanca, también de forma axiomática, con una definición, dos axiomas y cuatro proposiciones. Un tercer fragmento sobre los círculos descritos por los extremos de una palanca móvil contiene cuatro proposiciones. Estas tres obras se complementan de tal manera la unas con las otras que se ha sugerido que son remanentes de un único tratado de Mecánica escrito por Euclides.

### LosElementos
Su obra Elementos es una de las producciones científicas más conocidas del mundo y era una recopilación del conocimiento impartido en el ámbito académico de entonces. Los Elementos no eran, como se piensa a veces, un compendio de todos los conocimientos geométricos, sino más bien un texto introductorio que cubría toda la matemática elemental, es decir la aritmética, la geometría sintética y el álgebra. 
Los Elementos están divididos en trece libros o capítulos, de los cuales la primera media docena son sobre geometría plana elemental, los tres siguientes sobre teoría de números, el libro X Sobre los inconmensurables (esto es, sobre los números irracionales, probablemente una refundición de Teéteto), y los tres últimos principalmente sobre geometría de sólidos. 
En los libros dedicados a geometría, partiendo únicamente de cinco postulados, se presenta de manera formal el estudio de las propiedades de líneas y planos, círculos y esferas, triángulos y conos, etc.; es decir, de las formas regulares. Probablemente ninguno de los resultados de los Elementos haya sido demostrado por primera vez por Euclides, pero la organización del material y su exposición sin duda alguna se deben a él. De hecho, hay mucha evidencia de que Euclides usara libros de texto anteriores cuando escribía los Elementos, ya que presenta un gran número de definiciones que no son usadas, tales como la de un oblongo, un rombo y un romboide. Los teoremas de Euclides son los que generalmente se aprenden en la escuela moderna. Por citar algunos de los más conocidos:
- La suma de los ángulos interiores de cualquier triángulo es 180°.
- En un triángulo rectángulo, el cuadrado de la hipotenusa es igual a la suma de los cuadrados de los catetos, que es el famoso teorema de Pitágoras.

En los libros VII, VIII y IX de los Elementos se estudia la teoría de la divisibilidad. Considera la conexión entre los números perfectos y los primos de Mersenne (conocida como el teorema de Euclides-Euler), la infinitud de los números primos (Teorema de Euclides), el lema de Euclides sobre la factorización (que conduce al teorema fundamental de la aritmética sobre la unicidad de las factorizaciones de los primos) y el algoritmo de Euclides para encontrar el máximo común divisor de dos números. 
La geometría de Euclides, además de ser un poderoso instrumento de razonamiento deductivo, ha sido extremadamente útil en muchos campos del conocimiento; por ejemplo, en la física, la astronomía, la química y diversas ingenierías. Desde luego, es muy útil en las matemáticas. Inspirada por la armonía de la presentación de Euclides, en el siglo II se formuló la teoría ptolemaica del universo, según la cual la Tierra es el centro del universo, y los planetas, la Luna y el Sol dan vueltas a su alrededor en líneas perfectas, es decir, circunferencias y combinaciones de circunferencias. Sin embargo, las ideas de Euclides constituyen una considerable abstracción de la realidad. Por ejemplo, supone que un punto no tiene tamaño; que una línea es un conjunto de puntos que no tiene ni anchura ni grosor, solamente longitud; que una superficie no tiene grueso, etcétera. En vista de que el punto, de acuerdo con Euclides, no tiene tamaño, se le asigna una dimensión o magnitud nula o cero. Una línea tiene solamente longitud, por lo que adquiere una dimensión igual a uno. Una superficie no tiene espesor, no tiene altura, por lo que tiene dimensión dos: ancho y largo. Finalmente, un cuerpo sólido, como un cubo, tiene dimensión tres: largo, ancho y alto. Euclides intentó resumir todo el saber matemático en su libro Los elementos. La geometría de Euclides fue una obra que perduró sin variaciones hasta el siglo XIX.
De los axiomas de partida, solamente el de las líneas paralelas parecía menos evidente. Diversos matemáticos intentaron sin éxito prescindir de dicho axioma intentándolo deducir del resto de los axiomas y presentarlo como un teorema, sin lograrlo.
Finalmente, algunos autores crearon geometrías nuevas basándose en invalidar o sustituir el axioma de las paralelas, dando origen a las "geometrías no euclidianas". Dichas geometrías (la geometría elíptica y la geometría hiperbólica) tienen como característica principal que al cambiar el axioma de las paralelas los ángulos de un triángulo ya no suman 180 grados: la primera suma más, y la segunda menos.

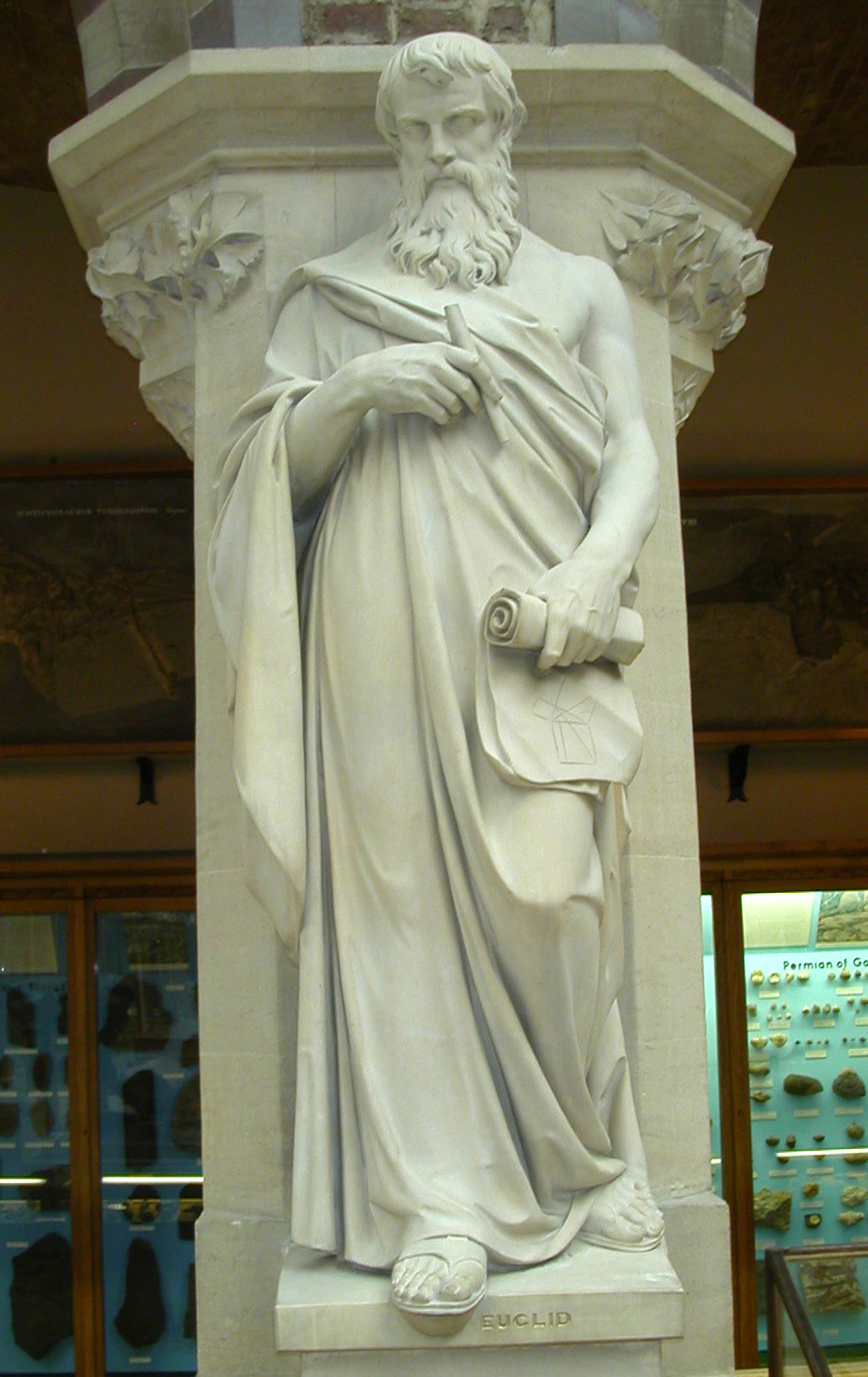
Euclides.

### Data
Las Data (Δεδομένα) es la única otra obra de Euclides que trata de geometría y de la cual se posee una versión en griego (está, por ejemplo, en el manuscrito del X descubierto por François Peyrard). También es descrito en detalle en el libro VII de la Colección matemática de Papo, el «Tesoro del análisis», muy relacionado con los primeros cuatro libros de los Elementos. Trata del tipo de información usada en los problemas geométricos, y de su naturaleza. Las Data se sitúan en el marco de la geometría plana y son consideradas por los historiadores como un complemento o apéndice de los Elementos, bajo una forma más adecuada o didáctica para analizar problemas. La obra contiene 15 definiciones, y explica lo que significa un objeto geométrico, en posición, en forma, en tamaño, y 94 teoremas. Estos explican que, si se dan algunos elementos de una figura, otras relaciones o elementos pueden ser determinados.

### Sobre las divisiones
Esta obra (Περὶ διαιρέσεων Βιβλίον) es descrita en el Comentario de Proclo, pero se ha perdido en su lengua original griega; hay trozos en latín (De divisionibus), pero sobre todo se conserva un manuscrito en árabe descubierto en el XIX que contiene 36 proposiciones, cuatro de las cuales son demostradas.
Se ocupa de la división de figuras geométricas en dos o más partes iguales o en partes de proporciones dadas. Es similar a una obra del siglo III d. C. de Herón de Alejandría. En esta obra trata de construir rectas que dividen figuras dadas en proporciones y formas dadas. Por ejemplo, se pide, dado un triángulo y un punto interior al triángulo, construir una recta pasando por el punto y cortando el triángulo en dos figuras de igual superficie; o, dado un círculo, construir dos rectas paralelas, de forma que la porción del círculo que limitan haga un tercio de la superficie del círculo.

### Sobre errores(Pseudaria)
Sobre errores (Περὶ Ψευδαρίων) es un texto sobre las falacias y defectos posibles en el razonamiento; es una obra perdida, conocida solo por la descripción que ofrece Proclo. Según este, la obra tenía como objetivo acostumbrar a los principiantes a detectar los razonamientos falsos, en particular los que imitan a los razonamientos deductivos y tienen, pues, la apariencia de la verdad. Daba ejemplos de paralogismos.

### Cuatro libros sobre secciones cónicas
Los Cuatro libros sobre secciones cónicas (Κωνικῶν Βιβλία) se han perdido. Fue un trabajo sobre secciones cónicas que fue luego ampliado por Apolonio de Perge en un libro famoso sobre este mismo tema. Es probable que los primeros cuatro libros de la obra de Apolonio provinieran directamente de Euclides. Según Papo, "Apolonio, habiendo completado los Cuatro libros de cónicas de Euclides, y habiendo añadido cuatro más, dejó ocho volúmenes de Cónicas". Las Cónicas de Apolonio rápidamente sustituyeron a la obra original y, en la época de Papo, el trabajo de Euclides ya se había perdido.

### Tres libros de porismas
Tres libros de porismas (Πορισμάτων Βιβλία) podría haber sido una ampliación de su trabajo en las secciones cónicas, pero no se acaba de saber de cierto el significado del título, pues además la obra se ha perdido. Se evoca, sin embargo, en dos pasajes de Proclo y, sobre todo, es objeto de una larga presentación en el libro VII de la Colección de Papo, el «Tesoro del análisis», como un ejemplo significativo y de gran alcance del enfoque analítico. La palabra porisma tiene varios usos: según Papo, designaría aquí un enunciado de tipo intermediario entre los teoremas y los problemas. La obra de Euclides habría contenido 171 enunciados de este tipo y 38 lemas. Pappos da ejemplos como «si, a partir de dos puntos dados, se trazan rectos que intersecten en una recta dada, y si una de estas talla sobre una recta dada un segmento, el otro hará el mismo sobre otra recta, con una relación fijada entre los dos segmentos cortados.» Interpretar el sentido exacto de qué es un porisma y restituir finalmente todo o parte de los enunciados de la obra de Euclides a partir de las informaciones dejadas por Papo ha ocupado a numerosos matemáticos; las tentativas más conocidas son las de Pierre Fermat en el XVII y de Robert Simson en el XVIII, y, sobre todo, la de Michel Chasles en el XIX. Si la reconstitución de Chasles no ha sido tomada seriamente como tal por los historiadores actuales, por lo menos ha dado la ocasión al matemático de desarrollar la noción de relación anharmónica.

### Dos libros sobre los lugares geométricos
Τόπων Ἐπιπέδων Βιβλία Β' trataba sobre los lugares geométricos sobre superficies o lugares geométricos que eran estos mismos superficies. En una interpretación posterior, se tiene la hipótesis que la obra podría haber tratado de superficies cuádricas. Se trata también de una obra perdida en dos libros, mencionada en el Tesoro del análisis de Papo. Las indicaciones dadas en Proclo o Papo sobre estos lugares de Euclides son ambiguas y lo que se cuestionaba exactamente en la obra no es conocido. En la tradición de las matemáticas griegas antiguas, los "lugares" son conjuntos de puntos que verifican una propiedad dada. Estos conjuntos son a menudo líneas rectas o secciones cónicas, pero también pueden ser superficies planas, por ejemplo. La mayoría de los historiadores estiman que los lugares de Euclides podrían tratar sobre superficies de revolución, esferas, conos o cilindros.

### Apariencias del cielo
Fenómenos o Apariencias del cielo o simplemente Fenomena (# Φαινόμενα) es un tratado sobre la Astronomía de posición, que se conserva en griego. Es bastante similar a una obra de Autólico (Sobre la noción de la esfera) y habla sobre la aplicación de la geometría de la esfera a la astronomía. Ha sobrevivido en griego en varias versiones manuscritas, la más antigua de las cuales data del X. Este texto explica lo que se denomina «pequeña astronomía» por contraste con los temas tratados en la Gran composición (el Almagesto de Ptolomeo). Contiene 18 proposiciones y está cerca de las obras conservadas sobre el mismo tema de Autólico de Pitane.

### Óptica
Óptica (Ὀπτικά) es el tratado griego más antiguo que se conserva, en varias versiones, consagrado a problemas que ahora llamaríamos de perspectiva. Aparentemente destinado a ser utilizado en Astronomía, adopta la forma expositiva de los Elementos: es una continuación de 58 proposiciones de las cuales la prueba descansa sobre definiciones y postulados enunciados en los principios del texto. En sus definiciones, Euclides sigue la tradición platónica, que afirma que la visión es causada por rayos que emanan del ojo. Euclides describe la medida aparente de un objeto en relación con su distancia del ojo, e investiga las formas aparentes de cilindros y conos cuando son vistos desde diferentes perspectivas.
Euclides muestra que las tallas aparentes de objetos iguales no son proporcionales a su distancia de nuestro ojo (proposición 8). Explica, por ejemplo, nuestra visión de una esfera (y otras superficies simples): el ojo ve una superficie inferior en mitad de la esfera, una proporción todavía más pequeña en la medida que la esfera es cercana, incluso si la superficie ver parece más grande, y el contorno del que es visto es un círculo. Detalla igualmente, según las posiciones del ojo y del objeto, de qué forma nos aparece un círculo. El tratado, en particular, contradice una opinión defendida en algunas escuelas de pensamiento, según la cual el tamaño real de los objetos (en particular de los cuerpos celestes) es su tamaño aparente, la que es vista.
Papo consideró que estos resultados eran importantes en astronomía e incluyó la Óptica de Euclides, junto con sus Fenómenos, en un compendio de obras menores que había que estudiar antes del Almagesto de Claudio Ptolomeo.

### Tratado de música
Proclo atribuye a Euclides un Tratado de música (Εἰσαγωγὴ, Ἁρμονική), que, como la Astronomía, en forma de teoría de la música, aplicando proporciones, figura entre las ciencias matemáticas. Dos pequeños escritos han sido conservados en griego y han sido incluidos en ediciones antiguas de Euclides, pero su adjudicación es incierta, así como sus posibles vínculos con los Elementos. Los dos escritos (una Sección del canon sobre los intervalos musicales y una Introducción armónica) son, por otro lado, considerados como contradictorios, y el segundo, al menos, es ahora considerado por los especialistas cómo de otro autor.

### Obras falsamente atribuidas a Euclides

Euclides, 1703

Catóptricos (Κατοητρικά) trata sobre la teoría matemática de los espejos, en particular de las imágenes formadas en espejos cóncavos planos y esféricos. Su atribución a Euclides es dudosa; su autor podría haber sido Teón de Alejandría. Aparece en el texto de Euclides sobre óptica y en el Comentario de Proclo. Es ahora considerado como perdido, y, en particular Catóptricos, durante mucho tiempo publicada como continuación de la Óptica en ediciones antiguas, ya no es atribuida a Euclides y se considera como una compilación más tardía.
Euclides también es mencionado como autor de fragmentos en relación con la mecánica, específicamente en textos sobre la palanca y la balanza en algunos manuscritos en latín o en árabe. Pero esta adjudicación es ahora considerada como dudosa.

## Ediciones
- La primera edición de la época moderna de las obras de Euclides en griego fue la de David Gregory en Oxford (1703), con una traducción en latín. François Peyrard hizo una edición trilingüe en 3 volúmenes (griego, latín y francés) de los Elementos y de Fecha (es decir, de todos los textos de Euclides de matemáticas puras conocidos en griego) en París (1814-1818).
- La edición de referencia de Euclides en griego continúa siendo la de Heiberg y Menge, en 1883: Heiberg; Menge (1883).  Teubner, ed. Euclidis opera omnia. Leipzig.

Incluye una traducción en latín junto al texto griego y contiene todos los escritos conocidos (incluyendo los de adjudicación dudosa), así como varios comentarios por autores antiguos.

## Reconocimiento
- El cráter lunar Euclides lleva este nombre en su memoria.

### Otras referencias
1. Todo sobre Euclides - Página en español